# Carl-Friedrich-von-Siemens-Gymnasium
Das Carl-Friedrich-von-Siemens-Gymnasium ist ein Gymnasium im Berliner Ortsteil Berlin-Siemensstadt des Bezirks Spandau. An der Schule, die nach dem Industriellen und Politiker Carl Friedrich von Siemens benannt ist, werden rund 700  Schüler unterrichtet.

## Geschichte
Das Carl-Friedrich-von-Siemens-Gymnasium ist eines der insgesamt sechs Spandauer Gymnasien. Die 1951 gegründete Schule liegt in Siemensstadt im Bezirk Spandau an der Grenze zum Bezirk Charlottenburg inmitten des von Erwin Albert Barth zwischen 1920 und 1926 angelegten Volksparks Jungfernheide im Grünen. Die Anlage des Geländes erinnert an einen grünen Campus. Obwohl die Schule in einem relativ dünn besiedelten Raum liegt, sind die Verkehrsverbindungen günstig. In unmittelbarer Nähe des großzügigen Schulgeländes befindet sich eine Haltestelle der Buslinie 123 und der Nachtlinie N7. Außerdem ist die Schule vom U-Bahnhof Siemensdamm fußläufig zu erreichen.

## Bekannte Schülerinnen und Schüler
- Marlene Lufen (* 1970), Fernsehmoderatorin